# Airton d'Ávila Barnasque
Ayrton d'Ávila Barnasque (Cachoeira do Sul, 11 de junho de 1918 — Porto Alegre, 23 de novembro de 2002) foi um político gaúcho trabalhista. Iniciou sua carreira política como vereador, eleito em 1946, pelo Município de Cachoeira do Sul, e, posteriormente, em 1954, elegeu-se Deputado Estadual do Rio Grande do Sul, exercendo mandato por quatro legislaturas, 39ª 40ª, 41ª e 42ª Legislaturas da Assembleia Legislativa do Rio Grande do Sul, de 1955 a 1967.
Resumo da Carreira política:
- 1945: Fundou o PTB em Cachoeira do Sul. No ano seguinte, elegeu-se vereador.
- 1954: Foi eleito, em 3 de outubro de 1954, deputado estadual, pelo PTB, destacando-se como grande orador.
- 1958: Reeleito deputado. No mesmo pleito, participou da campanha de Leonel Brizola ao Governo do Estado do Rio Grande do Sul. Foi nomeado Secretário da Administração do Governo. No cargo, impulsionou a obra de construção do Hospital Ernesto Dornelles.
- 1961: Participou ativamente da Campanha da Legalidade e auxiliou na implantação da primeira experiência de reforma agrária do país, no Banhado do Colégio, em Camaquã.
- 1962: Eleito para o terceiro mandato.
- 1964: Já no terceiro mandato como Deputado Estadual, vivenciou o golpe militar de 1964, que reordenou as forças políticas e fez surgir o MDB, do qual foi fundador. A cassação de alguns deputados em 1964 impediu Barnasque de se eleger presidente da Assembléia Legislativa, mas não calou sua oratória.
- 1966: Foi reeleito para o quarto mandato. Nesse ano, Barnasque pediu a instalação em 1966 de CPI para investigar a trágica morte do preso político, Sargento Manoel Raymundo Soares, recolhido na Ilha do Presídio e depois encontrado nas águas do Lago Guaíba em 24 de agosto, com evidências de tortura e as mãos amarradas.[2]
- 1979: Depois da anistia política, assinou requerimento pela criação do PTB. Como os trabalhistas perderam o direito de usar a sigla, Barnasque e os demais brizolistas gaúchos ajudaram Leonel Brizola a criar o PDT, ao qual se filia em 1981.
- 2001: Ayrton Barnasque recebeu da Assembleia Legislativa do Rio Grande do Sul, o título de deputado emérito em reconhecimento ao trabalho desenvolvido no parlamento, principalmente pela forte resistência contra arbitrariedades e torturas praticadas durante a ditadura militar imposta pelo golpe de estado de 1964.